# La Florida Sur
La Florida Sur är en ort i Mexiko.   Den ligger i kommunen José Azueta och delstaten Veracruz, i den sydöstra delen av landet, 400 km öster om huvudstaden Mexico City. La Florida Sur ligger 38 meter över havet och antalet invånare är 285.
Terrängen runt La Florida Sur är huvudsakligen platt. La Florida Sur ligger nere i en dal. Runt La Florida Sur är det ganska glesbefolkat, med 24 invånare per kvadratkilometer. Närmaste större samhälle är Loma Bonita, 10,0 km nordväst om La Florida Sur. Omgivningarna runt La Florida Sur är en mosaik av jordbruksmark och naturlig växtlighet.